# Sophompaneas
Sophompaneas ist der Titel einer neulateinischen Tragödie über die Geschichte von Joseph und seinen Brüdern von Hugo Grotius und darin der ägyptische Name des Joseph.
Grotius erhielt dazu wohl ein Anregung von Daniel Heinsius, der den Stoff in seiner Abhandlung De Tragoediae Constitutione (Über den Bau der Tragödie, Leiden 1611, 2. Aufl. 1643) als den tragischsten empfohlen hatte, da er ihn zu Tränen rühre.

## Ausgabe
- Hugonis Grotii Sophompaneas, Amsterdam, 1635.